# Folke Jörneke
Folke "Lolle" Jörneke, född 11 augusti 1936, död 10 januari 2025, var en svensk ishockeyspelare och tränare, som var HV 71:s första A-lagstränare.
Under 1940-talet började han spela i IK Stefas pojklag.  År 1953 valdes han ut till Sveriges juniorlandslag. Han var då 17 år gammal, och uppmärksammades av AIK och Södertälje SK. Han valde dock att stanna i Jönköping. Utöver Stefa spelade han i Vättersnäs IF och Husqvarna IF.
År 1971, när HV 71 bildades genom en sammanslagning mellan Huskvarna IF och Vätterstads IF (i sin tur en sammanslagning mellan Stefa och Vättersnäs) blev han seniorlagets tränare under dess första säsong, då HV 71 slutade på sjunde plats i Division II södra A 1971/1972. Efter sin karriär som spelare och tränare blev han domarvärd på HV 71:s hemmamatcher i Kinnarps Arena.